# Vườn quốc gia Cunnawarra
Vườn quốc gia Cunnawarra là một vườn quốc gia ở bang New South Wales, Úc, cách thành phố Armidale 80 km về phía đông, cách đường Waterfall Way 10 km và cách thành phố Sydney 565 km về phía bắc. Đường Styx River Forest Way dài 25 km chạy từ Đường Point Lookout Road qua Vườn quốc gia Cunnawarra tới đường Kempsey Road.
Vườn quốc gia New England tiếp giáp vườn này ở ranh giới đông bắc và Vườn quốc gia Oxley Wild Rivers tiếp giáp với vườn này ở góc phía nam.

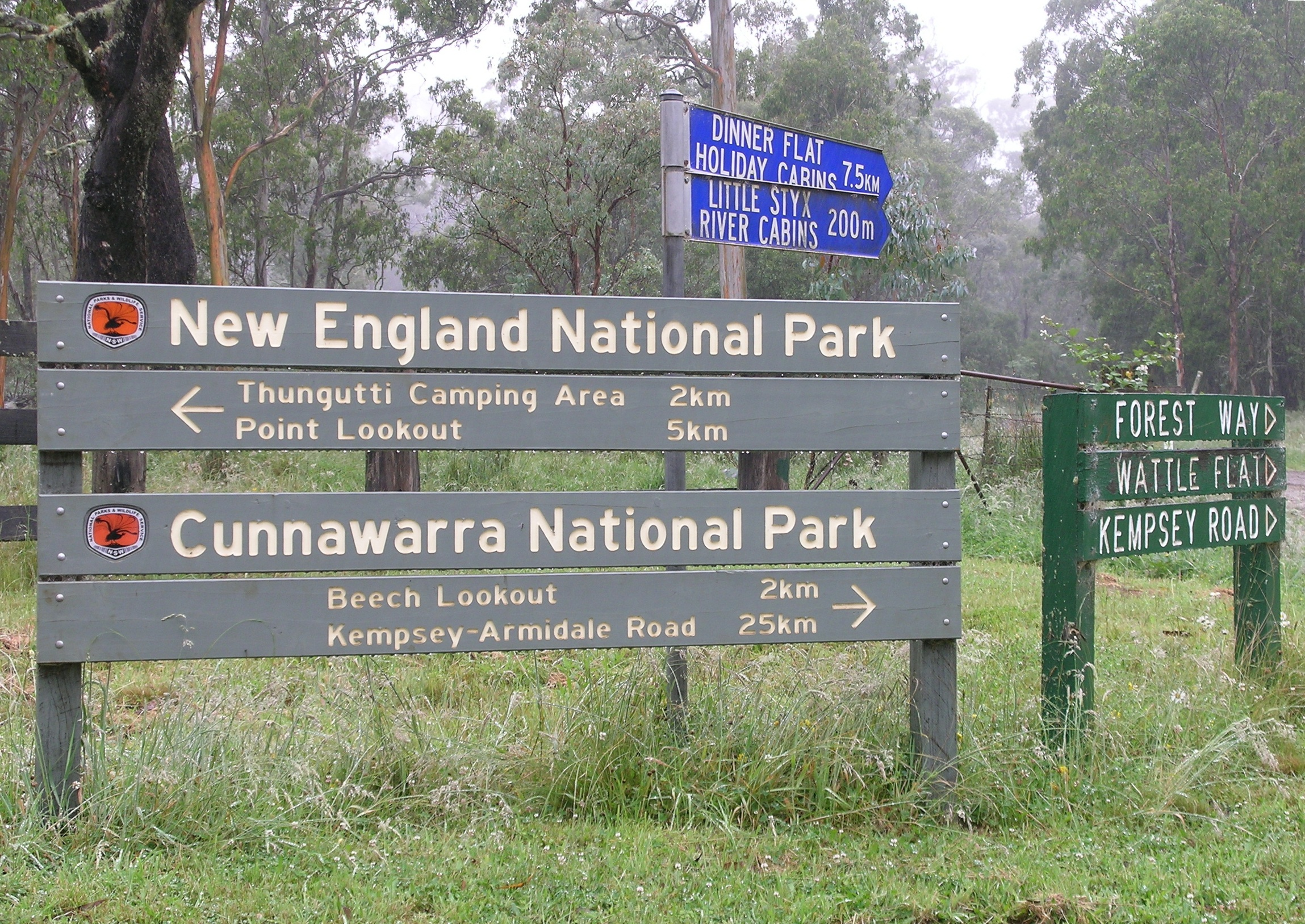
Vườn quốc gia Cunnawarra